# Jaswantnagar
Jaswantnagar é uma cidade  no distrito de Etawah, no estado indiano de Uttar Pradesh.

## Geografia
Jaswantnagar está localizada a 26° 53′ N, 78° 54′ L. Tem uma altitude média de 133 metros (436 pés).

## Demografia
Segundo o censo de 2001, Jaswantnagar tinha uma população de 25,346 habitantes. Os indivíduos do sexo masculino constituem 53% da população e os do sexo feminino 47%. Jaswantnagar tem uma taxa de literacia de 62%, superior à média nacional de 59.5%: a literacia no sexo masculino é de 68% e no sexo feminino é de 55%. Em Jaswantnagar, 17% da população está abaixo dos 6 anos de idade.